# Кулон, Шарль Огюстен де
Шарль Огюсте́н де Куло́н (фр. Charles-Augustin de Coulomb, 14 июня 1736 — 23 августа 1806) — французский военный инженер и учёный-физик, исследователь электромагнитных и механических явлений; член Парижской Академии наук. Его именем названы единица электрического заряда и закон взаимодействия электрических зарядов.

## Биография
Шарль де Кулон родился 14 июня 1736 года в Ангулеме, в семье правительственного чиновника. Учился в одной из лучших школ для молодых людей дворянского происхождения «Коллеже четырёх наций» (Коллеж Мазарини). После окончания этого заведения сдал экзамены и в феврале 1760 года поступил в Военно-инженерную школу в Мезьере, одно из лучших высших технических учебных заведений XVIII века. Окончил Школу в 1761 году, получил чин лейтенанта и был направлен в Брест, где чуть больше года занимался картографическими работами.
Затем в течение нескольких лет Кулон служил в инженерных войсках на принадлежавшем Франции острове Мартиника в Форте Бурбон. Много раз тяжело болел. По состоянию здоровья был вынужден вернуться во Францию, служил в Ла-Рошели и Шербуре. В 1781 году обосновался в Париже, служил интендантом вод и фонтанов. В том же году стал членом Парижской академии наук. После начала революции в 1789 году ушёл в отставку и перебрался в своё поместье в Блуа.
Уже после революции Академия наук неоднократно вызывала учёного в Париж для участия в определении мер и весов (инициатива революционного правительства). Кулон стал одним из первых членов Национального института, заменившего академию. В 1802 году был назначен инспектором общественных сооружений, но здоровье, подорванное на службе, не позволило учёному существенно проявить себя на этой должности.
Скончался 23 августа 1806 года в Париже. Его имя внесено в список величайших учёных Франции, помещённый на первом этаже Эйфелевой башни.

## Научная деятельность

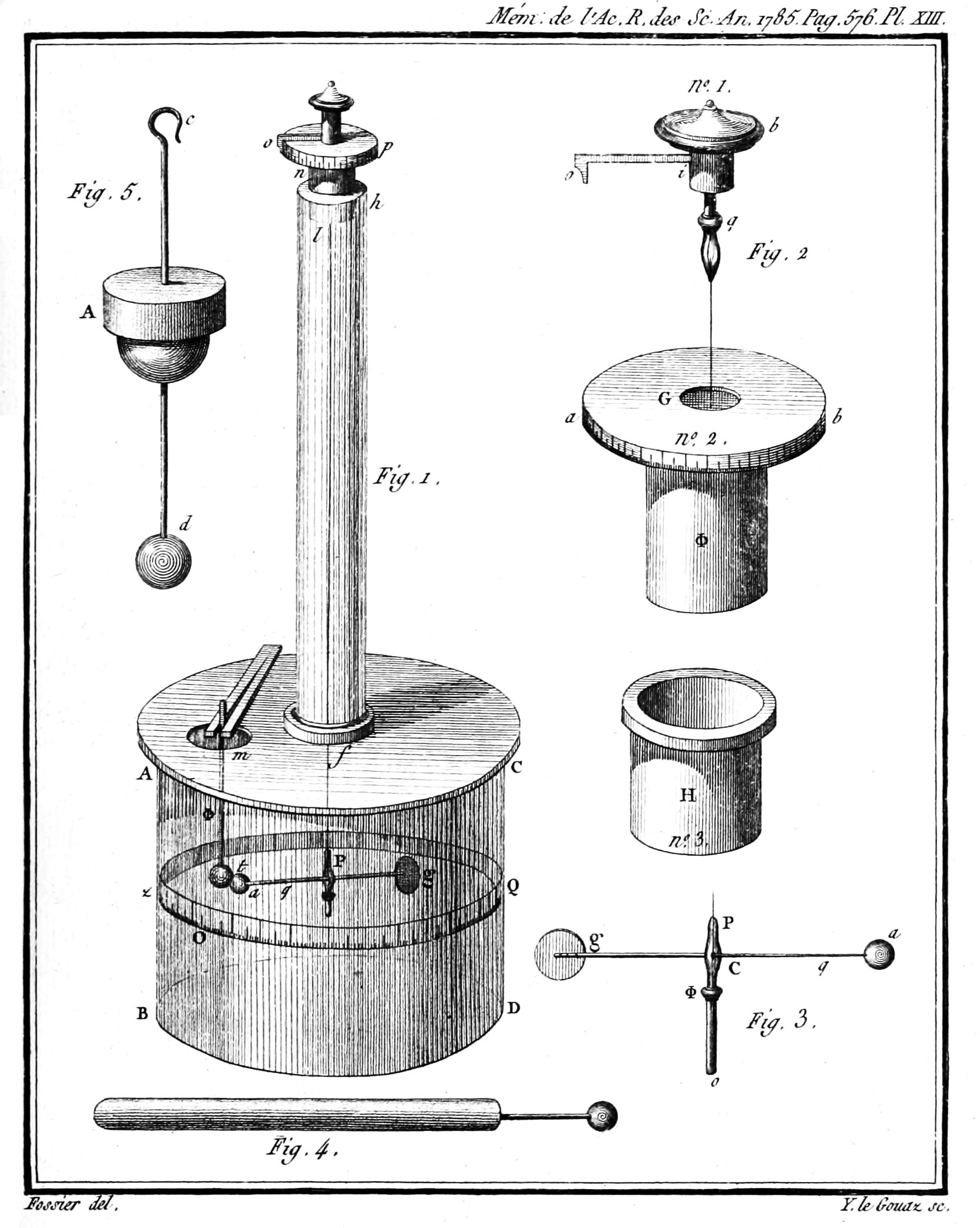
Крутильные весы Кулона

Ещё в начале 1770-х годов, вернувшись с Мартиники, Кулон активно занялся научными исследованиями. Публиковал работы по технической механике (статика сооружений, теория ветряных мельниц, механические аспекты кручения нитей и т. п.). Кулон сформулировал законы кручения; изобрёл крутильные весы, которые сам же применил для измерения электрических и магнитных сил взаимодействия.
В 1773 году опубликовал статью, ставшую основанием теории Мора — Кулона, описывающей зависимость касательных напряжений материала от величины приложенных нормальных напряжений. В 1781 году описал опыты по трению скольжения и качения, сформулировал законы сухого трения.
С 1785 по 1789 год опубликовал семь мемуаров, где сформулировал закон взаимодействия электрических зарядов и магнитных полюсов (закон Кулона), а также закономерность распределения электрических зарядов на поверхности проводника. Ввёл понятия магнитного момента и поляризации зарядов.
В 1789 году у него вышел труд по теории трения скольжения (Théorie des machines simples, en ayant égard au frottement de leurs parties et à la roideur des cordages).

## Память
В 1970 г. Международный астрономический союз присвоил имя Шарля Кулона кратеру на обратной стороне Луны.

## Сочинения
- Mémoires, P., 1884. (Collection de mémoires relatifs a la physique…, т. 1).
- Coulomb, Charles Augustin Essai sur une application des règles de maximis et minimis a quelques problémes de statique, relatifs a l’architecture, Mémoires de Mathématique de l’Académie Royale des Sciences, Paris, 1776, 7, 343—382 pp. .